# Heinrich Joseph von Collin

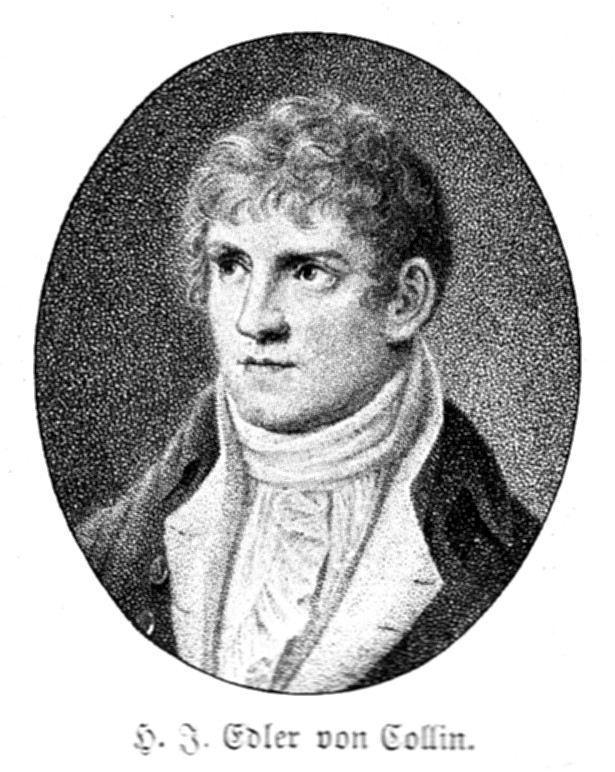
Heinrich Joseph von Collin

Heinrich Joseph von Collin (Viena, 1771 – 1811) fue un dramaturgo austriaco.  

## Biografía
Recibió educación en leyes e ingresó al ministerio de finanzas austriaco donde encontró una promoción rápida. En 1805 y en 1809, cuando Austria estaba bajo el mando de Napoleon, Collin fue confiado a misiones políticas importantes. En 1803 fue, junto con otros miembros de su familia, ennoblecido, y en 1809 fue nombrado Hofrat. Fue hermano del académico y escritor Matthäus Casimir von Collin. 
Su tragedia Regulus (1801), escrita en forma clásica estricta, fue recibida con esntusiasmo en Viena, donde el gusto literario, menos avanzado que el del norte de Alemania, estaba aún bajo la censura del clasicismo francés. Pero en sus posteriores dramas, Coriolan (1804), Polyxena (1804), Balboa (1806), y Bianca della Porta (1808), hizo algún intento para reconciliar el tipo seudo-clásico de tragedia con el de Shakespeare y los romanticistas alemanes. Como poeta lírico (Gedichte, recolectado en 1812), como también alguns excelsas baladas Collin ha dejado una colección de canciones revoltosas para los combatientes en la causa de la libertad austriaca, (Kaiser Max auf der Martinswand, Herzog Leupold vor Solothurn). Su trabajo Gesammelte Werke apareció en 6 volúmenes (1812-1814); el autor es sujeto de un excelente monógrafo por F. Laban (1879).